# Hyposoter inareolator
Hyposoter inareolator là một loài tò vò trong họ Ichneumonidae.